# ハイリゲンクロイツ (ニーダーエスターライヒ州)
ハイリゲンクロイツ (Heiligenkreuz) はオーストリア北東部、ニーダーエスターライヒ州バーデン郡の町。ウィーンの森域内の南部にあたる。
レオポルト3世がその息子オットーの要請により創建したハイリゲンクロイツ修道院があり、近所にはベネディクト16世の名を冠した哲学・神学の大学、そしてマリー・フォン・ヴェッツェラの墓が付属する。
もともとこのあたりはサッテルバッハ（Sattelbach）と呼ばれていたが1188年にレオポルト5世が聖十字架をもたらしたことにより聖十字架を意味する「ハイリゲンクロイツ」と呼ばれるようになった。修道院が副業も始めるようになると、修道士以外にも作業に従事する賃金労働者が用いられ、修道院の周囲に町や村が形成されるようになるが、この形態でハイリゲンクロイツ修道院は中世において製鉄業を行っていた。森の中に創建された修道院が、徐々に周囲を開発し集落化していったのである。第二次世界大戦での破壊から復興してより、修道院とヴェッツェラの墓は多くの観光客が訪れるようになっている。